# Prangerstange

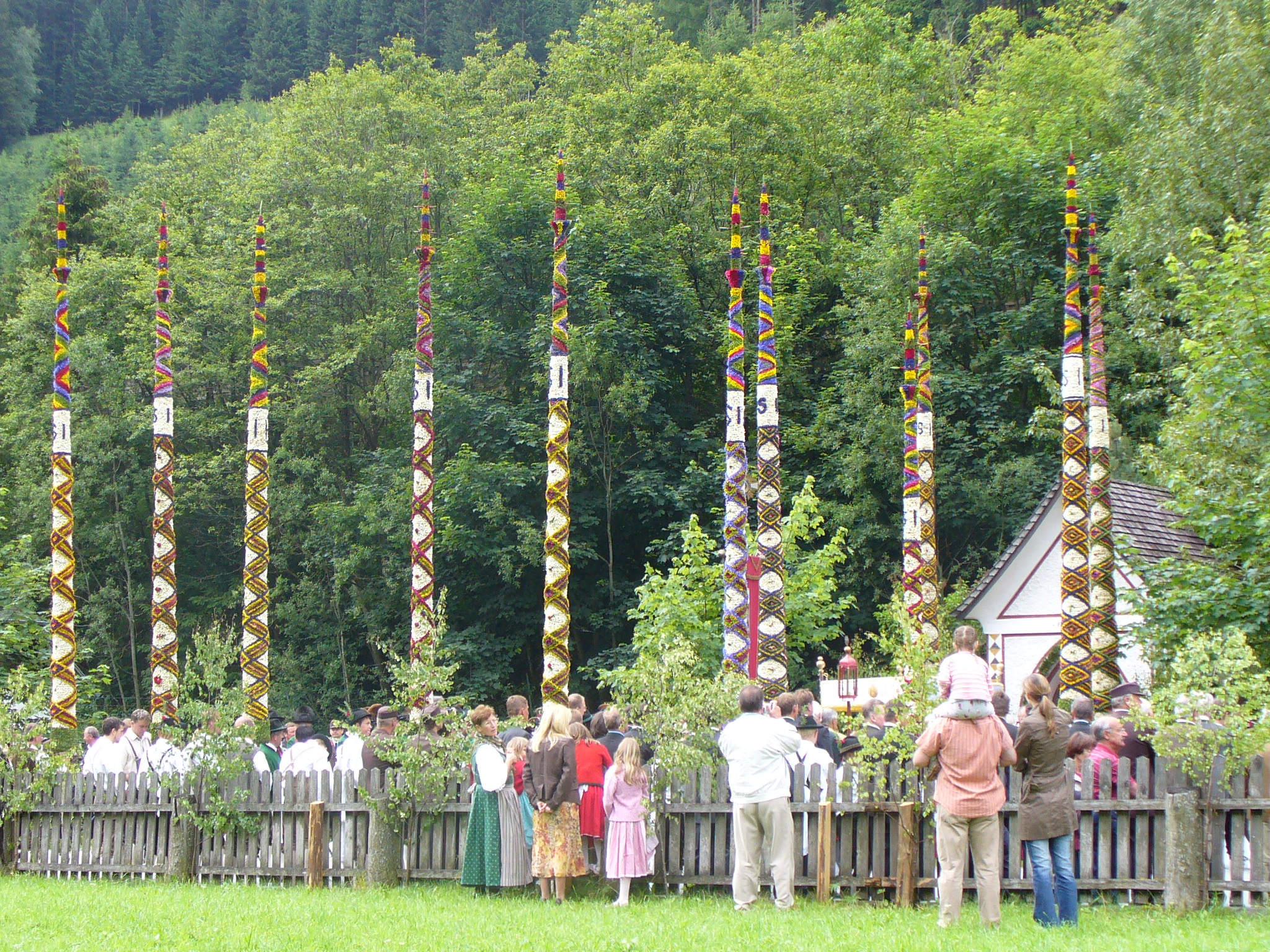
Zederhauser Prangerstangen am 24. Juni 2007

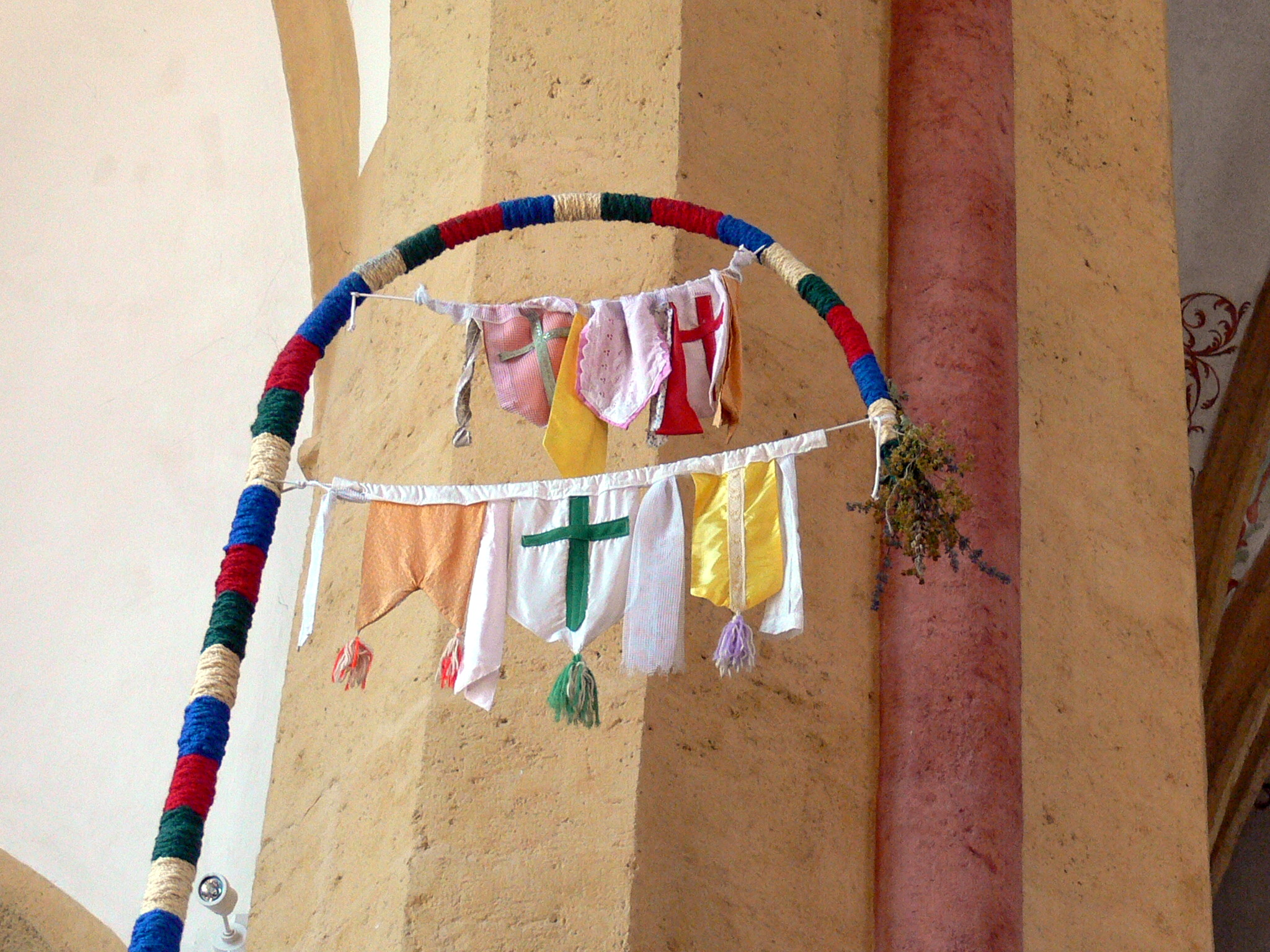
Prangerstange in der Pfarrkirche von Hüttau

Prangerstange oder Prangstange ist die volkskundlich im Bundesland Salzburg verwendete Bezeichnung bis zu acht Meter langer und 80 kg schwerer Holzstangen, die mit Blumengirlanden umwickelt sind. Die wichtigsten Blüten sind die der Margerite, des  Enzians, der Berg-Nelkenwurz, der Pfingstrose und des  Frauenmantels. Der Name ist abgeleitet vom mittelhochdeutschen prangen ‚prunken, prahlen, zur Schau stellen‘ etc. Von der Form her erinnern Prangerstangen an die Urform des römisch-katholischen Bischofsstabes.
Prangerstangen spielen nur in einem lokal begrenzten Teil des Bundeslandes Salzburg, und dort wiederum nur im Pinzgau und Lungau (dort Prangstangen) und Pongau (dort Prangerstangen), allerdings nicht als Teil des Ritus, sondern als volkskultureller Bestandteil des lokalen Gottesdienstes, eine Rolle. Eine Prangerstange tragen zu dürfen gilt als besondere Ehre und verlangt einen ausgezeichneten körperlichen Zustand. Der Brauch geht vermutlich auf ein Gelübde aus dem 17. Jahrhundert zurück, das nach einer Heuschreckenplage abgelegt wurde.
Im Pongau werden sie am Fronleichnamstag vor dem Priester mit der Monstranz und dem Allerheiligsten während der Prozession vorangetragen. Beispielsweise in Bischofshofen, Hüttau, Pfarrwerfen, Werfenweng, Mühlbach am Hochkönig findet das zu Fronleichnam, in Werfenweng am Herz-Jesu-Sonntag (erster Sonntag im Juli) statt.
Lungauer Prangstangen werden in den Gemeinden Zederhaus und Muhr an den Festtagen der Kirchenpatrone Johannes der Täufer (24. Juni, Zederhaus) bzw. Peter und Paul (29. Juni, Muhr) in einer Prozession von männlichen Junggesellen durch den Ort getragen.
Von Salzburger Holzknechten wurden sie auch nach Rohr im Gebirge in Niederösterreich gebracht, wo die Prozession auch zu Fronleichnam stattfindet.
Unter dem Jahr sind die Prangerstangen in der jeweiligen römisch-katholischen Pfarrkirche entlang des Mittelganges an den Sitzbankinnenseiten aufgestellt. Die Anzahl der Prangerstangen schwankt, so waren es in Bischofshofen im Jahr 2008 zum Beispiel fünf. In den Kirchen bleiben sie bis zum Hohen Frautag (15. August, Mariä Himmelfahrt), dann nimmt man den Blütenschmuck ab, und verwendet ihn in den Rauhnächten als Räucherzugabe.